# Русское телеграфное агентство
Ру́сское телегра́фное аге́нтство (сокращённо РТА) — первое в Российской империи информационное агентство печати, существовавшее в Санкт-Петербурге с 19 декабря 1866 года до 1878 года, с перерывами. Учредитель — Константин Трубников, владелец газеты «Биржевые ведомости», при которой с 1862 года существовало небольшое телеграфное бюро, превратившееся в РТА.
Целью РТА был сбор и передача по телеграфу сведений политического, финансового и торгового содержания.
Печатным органом РТА был бюллетень, выходивший в Санкт-Петербурге в 1866—1868 годы до трёх раз в день под названием «Телеграммы Русского телеграфного агентства».